# 大唐芙蓉园
34°12′54″N 108°58′09″E / 34.2149°N 108.9691°E

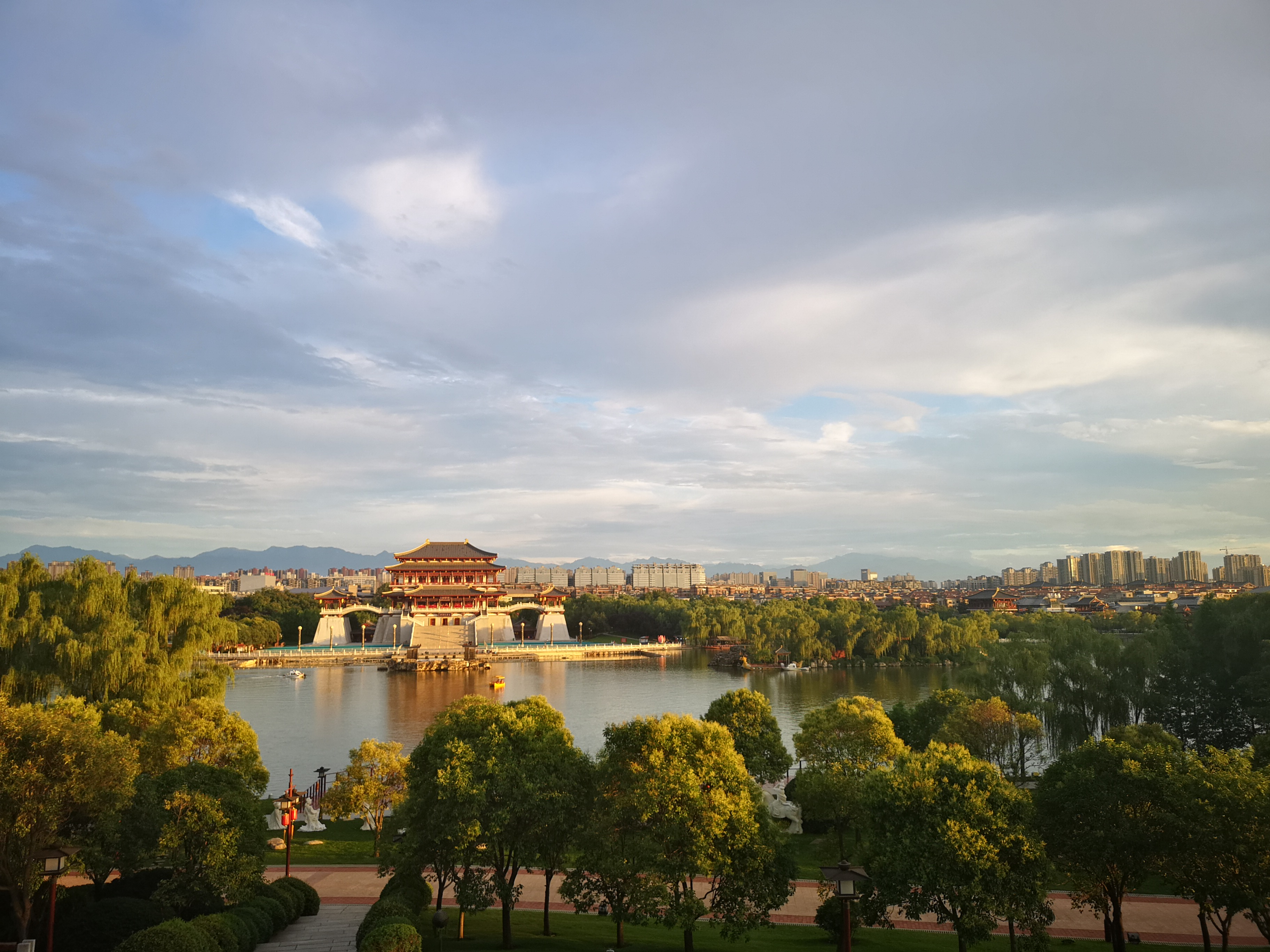
大唐芙蓉园

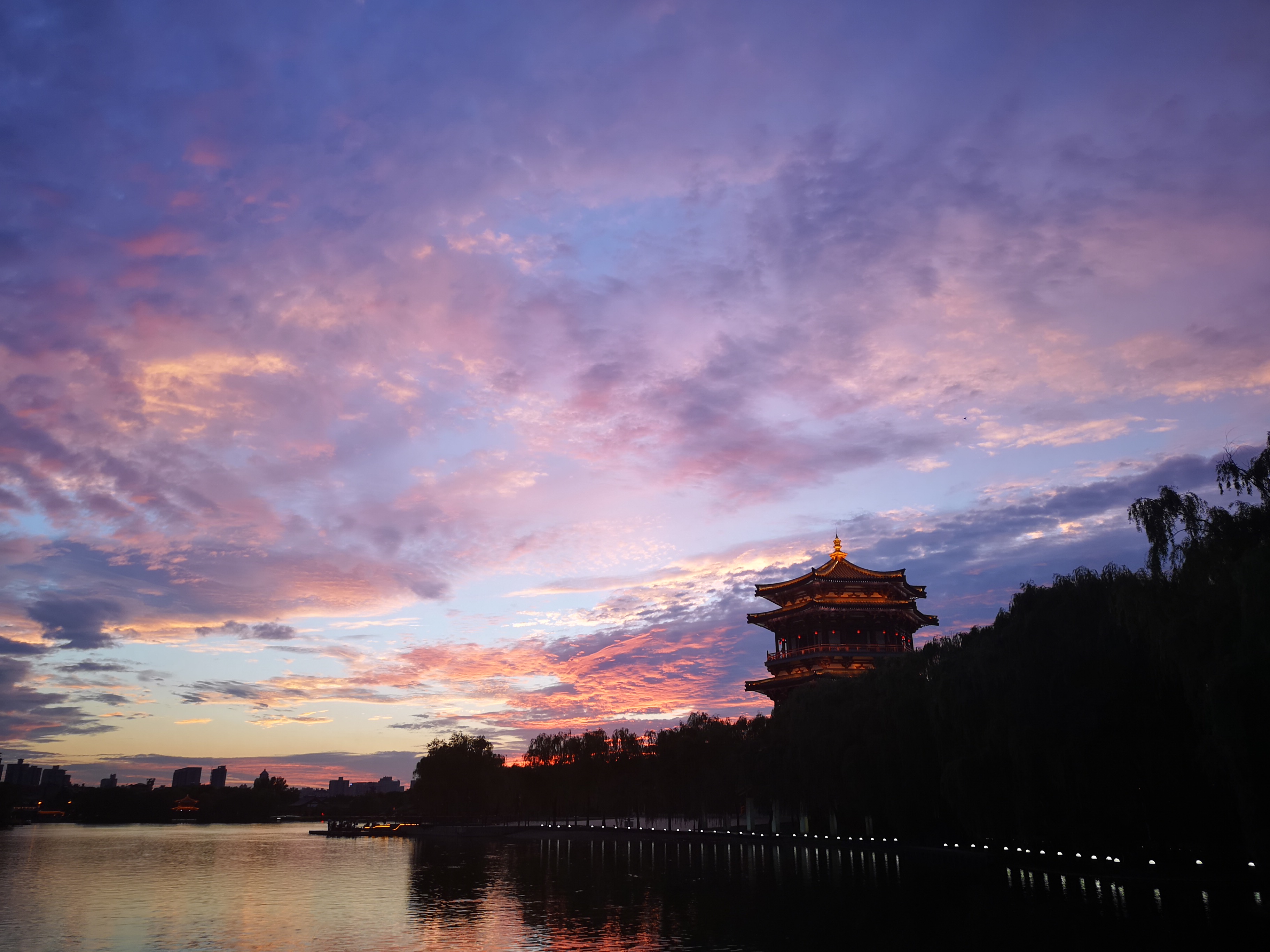
望春阁黄昏

大唐芙蓉园位于陕西省西安市雁塔区曲江新区，在大雁塔东的唐朝曲江池遗址以北，是一座仿照唐朝的皇家禁苑建造的主题公园。

## 名称由来

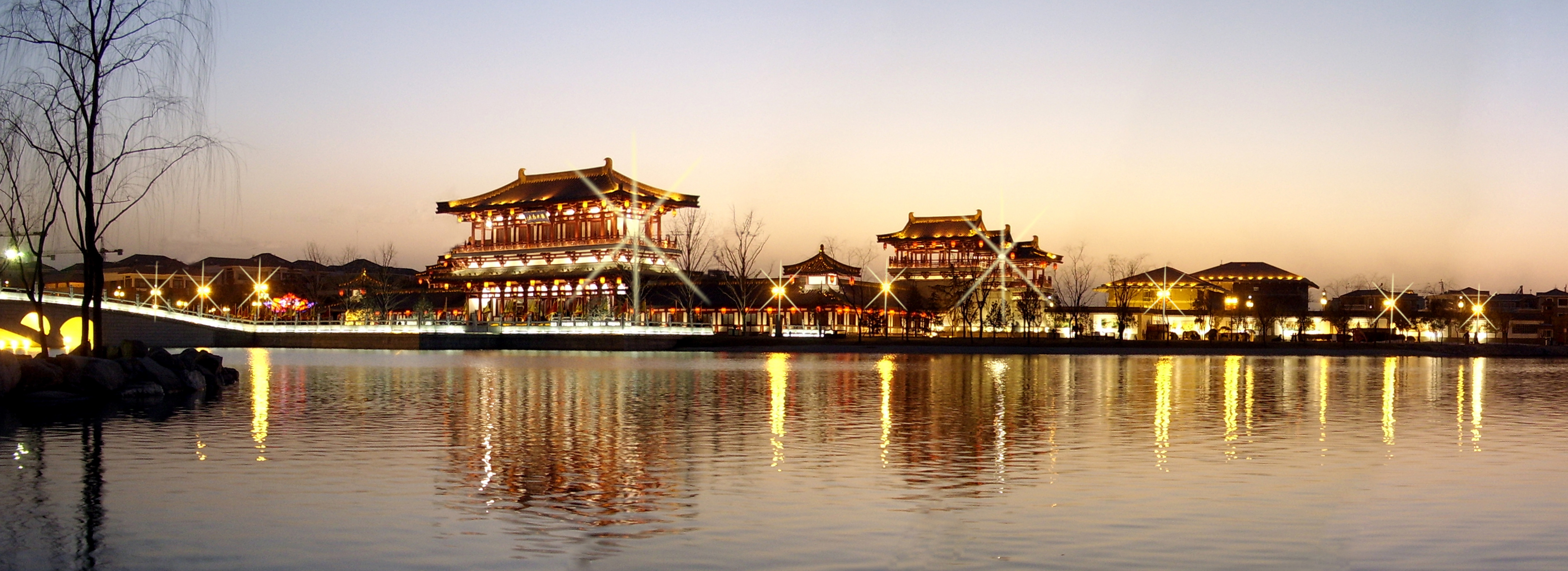
大唐芙蓉园夜景

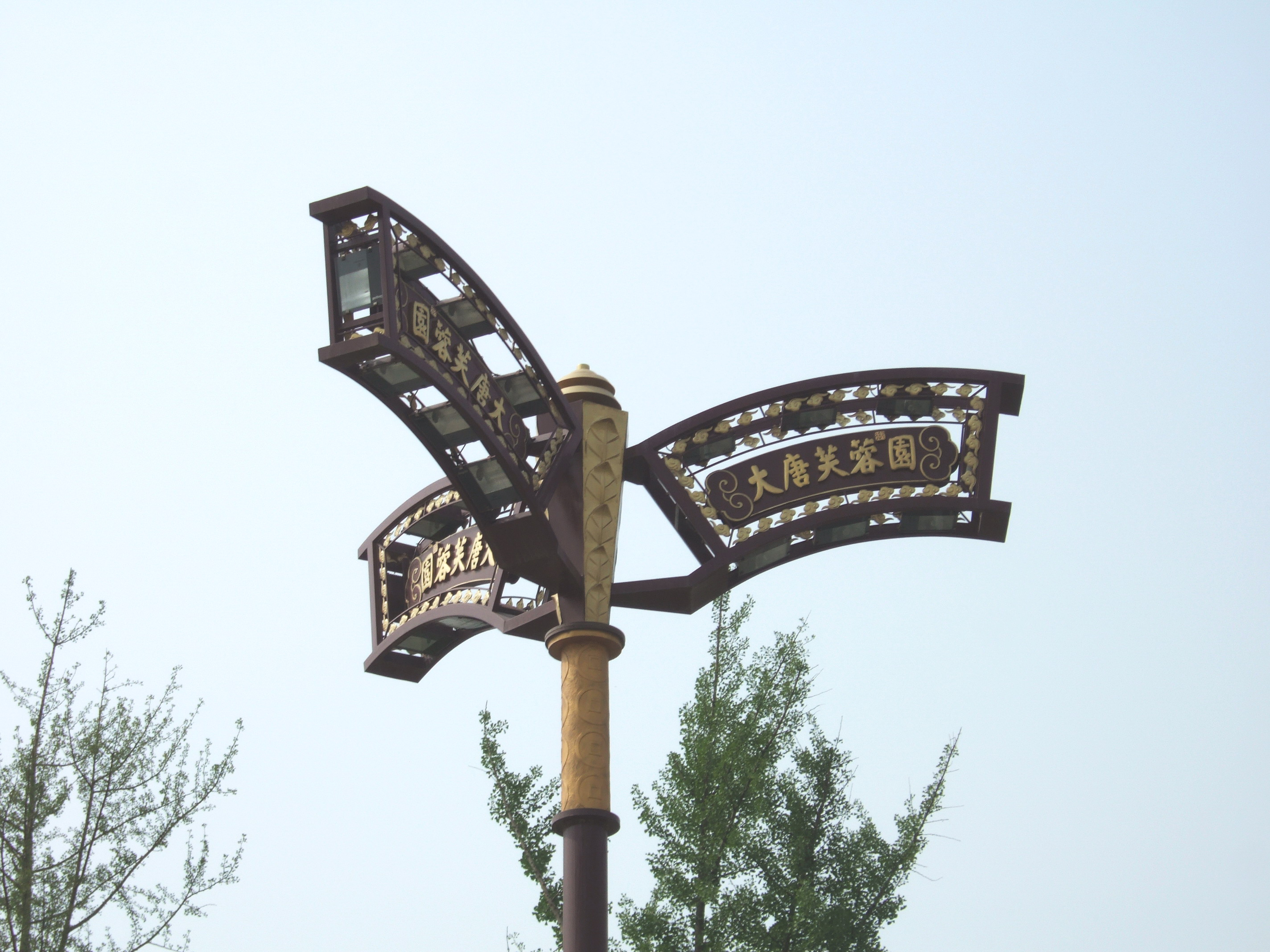
大唐芙蓉园外的招牌

西安曲江被誉为中国古典园林的先河之一。秦时，在此开辟了皇家禁苑——宜春苑，并建有著名的离宫——宜春下苑。开皇三年（583年），隋文帝正式迁入新都。隋文帝恶其曲，觉得不吉利，于是命令高熲（隋文帝宰相）为这个皇家园林更换新名。有一天晚上，高熲忽然想起曲江池中的莲花盛开，异常红艳，莲花雅称芙蓉，遂拟更曲江为“芙蓉园”。其后，就一直称此地为芙蓉园，并且有芙蓉湖。
至2000年大规模建设曲江新区时，原定名为“长安芙蓉园”，后因要突出唐文化，最终定名为“大唐芙蓉园”。

## 地理位置
大唐芙蓉园位于西安市雁塔区曲江新区，占地1000亩，其中芙蓉湖（曲江北湖）水域面积300亩。

## 景点

### 人文、礼仪区

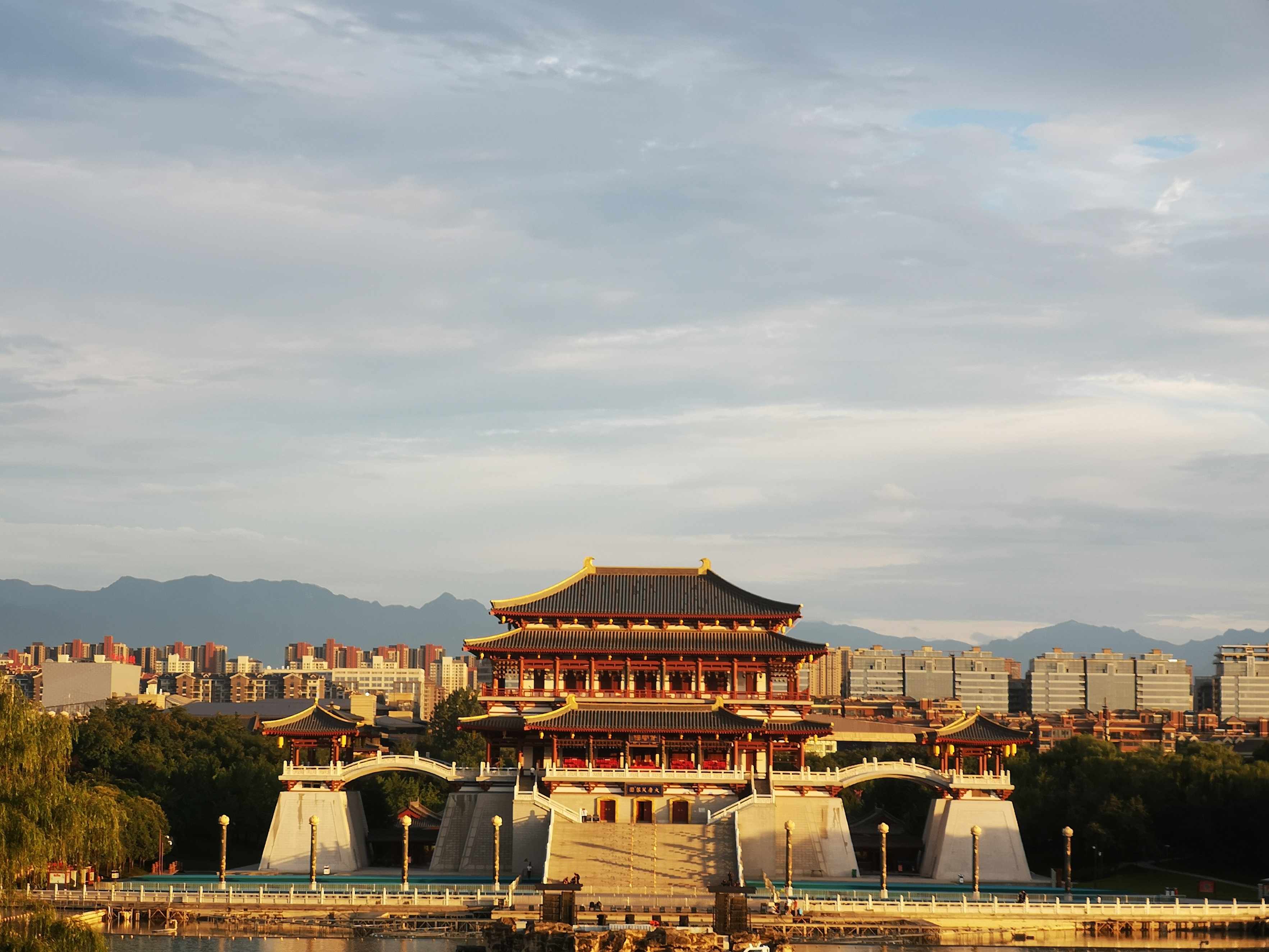
紫云楼

- 紫云楼：位于中轴区北部。
- 凤鸣九天剧院：位于中轴区南部。
- 观澜台：位于慈云楼北广场前的环湖区。

### 商业交融区
- 唐集市：位于东翼区。

### 娱乐、运动区
- 仕女馆：位于东北部的环湖区。
- 杏园：位于西北部的环湖区。
- 曲江流饮：位于东翼区。
- 陆羽茶社：位于西部的环湖区。
- 丽人行群雕、诗魂群雕、唐诗峡：位于东翼区。

### 主题餐饮区
- 御宴宫：位于西南部的西翼区。

### 精品宾馆区
- 芳林苑：位于东部的环湖区